# 川口屋宇兵衛
川口屋 宇兵衛（かわぐちや うへえ、生没年不詳）は江戸時代の江戸の地本問屋。

## 来歴
福川堂、川口と号す。名は卯兵衛とも。文化から嘉永期に海賊橋通日本橋坂本町1丁目の家主で同地で営業している。勝川春英、歌川豊国、歌川国貞、歌川国芳、歌川広重、渓斎英泉の錦絵を出版している。
嘉永5年（1852年）6月に問屋株を辻屋安兵衛に譲っている。

## 作品
- 勝川春英 『大谷鬼次』
- 歌川豊国 『美人合（美しんあはせ）』 大判 錦絵揃物 文化8年（1811年）ころ
- 歌川国貞 『大当狂言之内』 大判 錦絵7枚揃 文化10年‐文化12年頃
- 歌川国貞 『春交加』大判 錦絵揃物 文政中期
- 歌川国貞 『追善累扇子』大判3枚続 錦絵 文化14年（1817年）
- 歌川国貞 『七小町』大判 錦絵7枚揃 文政初期
- 歌川国貞 『隅田川花の景』
- 歌川国貞 『御誂当世好』
- 歌川国芳 『流行猫の狂言づくし』 大判 天保10年（1839年）頃
- 歌川国芳 『流行猫じゃらし』 大判 天保12年（1841年）
- 歌川国芳 『鼠よけの猫』 大判 天保12年（1841年）
- 歌川広重 『諸国六玉河』 中判 錦絵揃物 天保末ころ
- 歌川広重 『京都御所』
- 歌川国芳 『百物語化物屋敷の図 林家正蔵工夫の怪談』 横大判 錦絵 天保弘化
- 渓斎英泉 『浮絵歌舞伎大芝居之図』